# Tepetlacolco
Tepetlacolco är en ort i Mexiko.   Den ligger i kommunen Tlacotepec de Benito Juárez och delstaten Puebla, i den sydöstra delen av landet, 170 km sydost om huvudstaden Mexico City. Tepetlacolco ligger 1 911 meter över havet och antalet invånare är 1 184.
Terrängen runt Tepetlacolco är platt åt nordost, men åt sydväst är den kuperad. Runt Tepetlacolco är det ganska glesbefolkat, med 45 invånare per kvadratkilometer. Närmaste större samhälle är Santa María la Alta, 5,9 km sydost om Tepetlacolco. Trakten runt Tepetlacolco består i huvudsak av gräsmarker.